# Viggiù
Viggiù é uma comuna italiana da região da Lombardia, província de Varese, com cerca de 4.968 habitantes. Estende-se por uma área de 9,3 km², tendo uma densidade populacional de 560 hab/km². Faz fronteira com Arcisate, Besano, Bisuschio, Cantello, Clivio, Saltrio.

## Demografia
| Variação demográfica do município entre 1861 e 2011                               |
|                                                                                   |
| Fonte: Istituto Nazionale di Statistica (ISTAT) - Elaboração gráfica da Wikipedia |